# Slobodan Santrač
Slobodan Santrač - em sérvio, Слободан Сантрач (Koceljeva, 1 de julho de 1946 — 13 de fevereiro de 2016) - foi um ex-futebolista e treinador de futebol sérvio.

## Carreira
Jogou por dezoito anos, entre 1965 e 1983, dez deles passados no OFK Belgrado, onde passou seus nove primeiros anos. Nesses anos viveu seus melhores momentos, sendo quatro vezes artilheiro do campeonato iugoslavo (é até hoje o maior artilheiro da antiga liga iugoslava) e integrando a Seleção Iugoslava. Deixou o OFK em 1974, mesmo ano em que fez sua última partida pela Seleção - ele não chegou a ir à Copa do Mundo da Alemanha Ocidental.

## Treinador
Em 1994, sem nenhuma experiência como treinador, foi chamado para ser técnico da Iugoslávia. O país, devido às guerras civis, estava suspenso pela FIFA havia dois anos, não participando da Eurocopa 1992, para a qual havia se classificado antes da desintegração. Santrač foi o treinador da Iugoslávia na reestreia oficial do time (já reduzido à Sérvia e Montenegro), em um amistoso contra o tetracampeão Brasil em Porto Alegre. A partida marcou o debute de alguns componentes da nova geração iugoslava - Vladimir Jugović, Slobodan Komljenović, Darko Kovačević e Savo Milošević, e a volta de alguns veteranos como Siniša Mihajlović, Predrag Mijatović, Dragan Stojković e Dejan Savićević.
Foi justamente neste jogo que marcou a má relação que o técnico teve com Dejan Petković, que não teria gostado de só ser chamado para jogar já no final da partida, após ter se destacado em treinamentos com os titulares. Petković se recusou a entrar em campo e seria pouco aproveitado por Santrač, que não o incluiu no grupo que fora à Copa do Mundo de 1998 - o desafeto já estava no Brasil, onde fazia sucesso no Vitória, e ficaria marcado por não ter espaço na seleção.
Santrač deixou a Iugoslávia após a Copa, chegando a treinar também as Seleções de Arábia Saudita e Macedônia. 